# مطارات باريس
مطارات باريس، التي تقوم بأعمال تجارية أو أيه دي بي، هي العلامة التجارية المملوكة لـ جروب أيه دي بي التي تنطبق على جميع المطارات الباريسية الدولية:
- مطار باريس شارل ديغول
- مطار باريس أورلي
- مطار باريس لو بورجيه

يقع مقرها الرئيسي على أساس مطار شارل ديغول وفي بلدية ترمبلي أون فرانس، سين سان دوني، في منطقة العاصمة باريس.

## روابط خارجية
- الموقع الرسمي